# Ottawa (Ohio)
Pour les articles homonymes, voir Ottawa (homonymie).
Ottawa est une ville de l'État de l'Ohio, aux États-Unis. Elle est le siège du comté de Putnam. Sa population s’élevait à 4 460 habitants lors du recensement de 2010, estimée à 4 406 habitants en 2016.

## Géographie
Selon les données du Bureau du recensement des États-Unis, Ottawa a une superficie de 10,1 km2 (soit 3,9 mi2), dont 10 km2 (soit 3,9 mi2) en surfaces terrestres et 0,1 km2 (soit 0,04 mi2) en surfaces aquatiques.